# ويليام إي. فاولر
ويليام إي. فاولر (بالإنجليزية: William E. Fuller)‏ هو محامي وسياسي أمريكي، ولد في 30 مارس 1846، وتوفي في 23 أبريل 1918. حزبياً، نشط في الحزب الجمهوري. وقد انتخب عضو مجلس نواب ولاية ايوا وانتخب عضو مجلس النواب الأمريكي.